# Eva petulans
Eva petulans là một loài bướm đêm trong họ Geometridae.